# 谷山延氏
谷山延氏（곡산 연씨）是一個源於朝鮮半島黃海北道新坪郡的本貫，朝鲜族姓氏、韩国外来归化中国系姓氏之一，谷山延氏一世祖是延繼岺（연계령），本贯始祖延寿菖（연수창）为该族第七世。延嗣宗（연사종）为谷山延氏第十二世，作為朝鮮王朝的開國功臣，獲冊封為谷山郡府院君(谷山府院君)。

## 中国先祖
始祖延继岺（1123年-1196年），生于北宋徽宗宣和五年（1123年），中国河南弘农（今河南灵宝）人。历任金紫光禄大夫、门下侍郎、神虎卫上将军。卒于南宋庆元二年1196年3月10日，谥号“忠壮”。

二世延汉公（1147年-1212年），生于南宋高宗绍兴十七年（1147年）。历任检校太子儋事、中书侍郎、中书门下平章事。卒于南宋宁宗嘉定五年1212年9月28日。

三世延惺（1172年-1241年），生于南宋孝宗壬辰年（1172年）。历任三司使、知枢密院事、门下侍郎、兵部尚书等职。卒于南宋理宗淳祐元年1241年2月11日。

四世延景辅（1190年-1249年），生于1190年南宋孝宗绍熙元年。历任银青光禄大夫、常驻国、左金吾卫大将军等职。卒于南宋理宗淳祐九年1249年9月15日。

五世延诲（1211年-1261年），生于1211年南宋英宗嘉定四年。历任正宪大夫、礼部侍郎、吏部尚书、散员同正等职。卒于南宋理宗景定二年1261年4月1日。

六世延世麟（1235年-1274年），生于1235年南宋理宗端平二年。历任正顺户曹典书、门下侍郎平章事、吏部尚书等职，卒于南宋度宗咸淳十年1274年10月9日。谥号“壮烈”。

以上是朝鲜谷山延氏本贯始祖延寿菖去朝鲜前的中国先祖。中国历史上中也有很多延氏，其中有东汉的延笃，宋朝的延玺，明朝延尚，中华民国时期的国会委员延国符等均是职位较高的人。宋朝的弘农则是指现在的中原黄河流域的灵宝市一带。

## 本贯起源
谷山延氏第七世本贯始祖延寿菖，高丽忠烈王时（1274年11月）陪从齐国大长公主（庄穆王后）东来,居谷山,因以为贯,官至门下大将军。然后居咸兴市。
黄海北道 新坪郡（朝鲜语：신평군／新坪郡 Sinphyŏng gun */?）是朝鲜民主主义人民共和国黄海北道东北部的一个郡，北界彦真山脉，东枕阿飞虎岭山脉，东邻江原道，北邻平安南道。位于大同江支流南江上游。2008年人口63,727人。1952年自谷山郡分出。平壤元山观光公路经过。

## 行列字
| ○世孫  | 24                | 25                         | 26                | 27                         | 28                                  | 29                | 30                | 31                | 32                         | 33                | 34                         | 35                         | 36                         | 37                         |
| ------ | ----------------- | -------------------------- | ----------------- | -------------------------- | ----------------------------------- | ----------------- | ----------------- | ----------------- | -------------------------- | ----------------- | -------------------------- | -------------------------- | -------------------------- | -------------------------- |
| 行列字 | 회（會）          | 종（鍾）                   | 우（羽）          | 병（秉）                   | 희（熙） 재（在）                   | 규（圭） 석（錫） | 흠（欽） 해（海） | 제（濟） 식（植） | 모（模） 병（柄） 진（震） | 응（應） 희（熹） | 균（均） 기（基） 규（圭） | 용（鏞） 호（鎬） 진（鎭） | 영（永） 택（澤） 호（浩） | 채（采） 상（相） 근（根） |
| ○世孫  | 38                | 39                         | 40                | 41                         | 42                                  | 43                | 44                | 45                | 46                         | 47                | 48                         | 49                         | 50                         |                            |
| 行列字 | 훈（勳） 열（烈） | 중（重） 시（時） 기（基） | 갑（鉀） 옥（鈺） | 해（海） 호（浩） 영（永） | 근（根） 식（植） 권（權） 상（相） | 영（煐） 사（思） | 곤（坤） 은（垠） | 전（銓） 금（錦） | 홍（洪） 락（洛）          | 재（梓） 근（槿） | 원（愿） 협（協）          | 주（周） 증（增）          | 석（錫） 진（鎭）          |                            |

## 參看
- 韓國外來歸化姓氏

## 外部連結
- 곡산연씨 대동종친회（页面存档备份，存于）